# کلات ظالمی
کلات ظالمی مربوط به دوره اشکانیان - دوره ساسانیان است و در شهرستان لامرد، بخش علامرودشت، روستای ظالمی واقع شده و این اثر در تاریخ ۲۴ تیر ۱۳۸۲ با شمارهٔ ثبت ۹۲۱۵ به‌عنوان یکی از آثار ملی ایران به ثبت رسیده است.